# Amfibisch transportschip

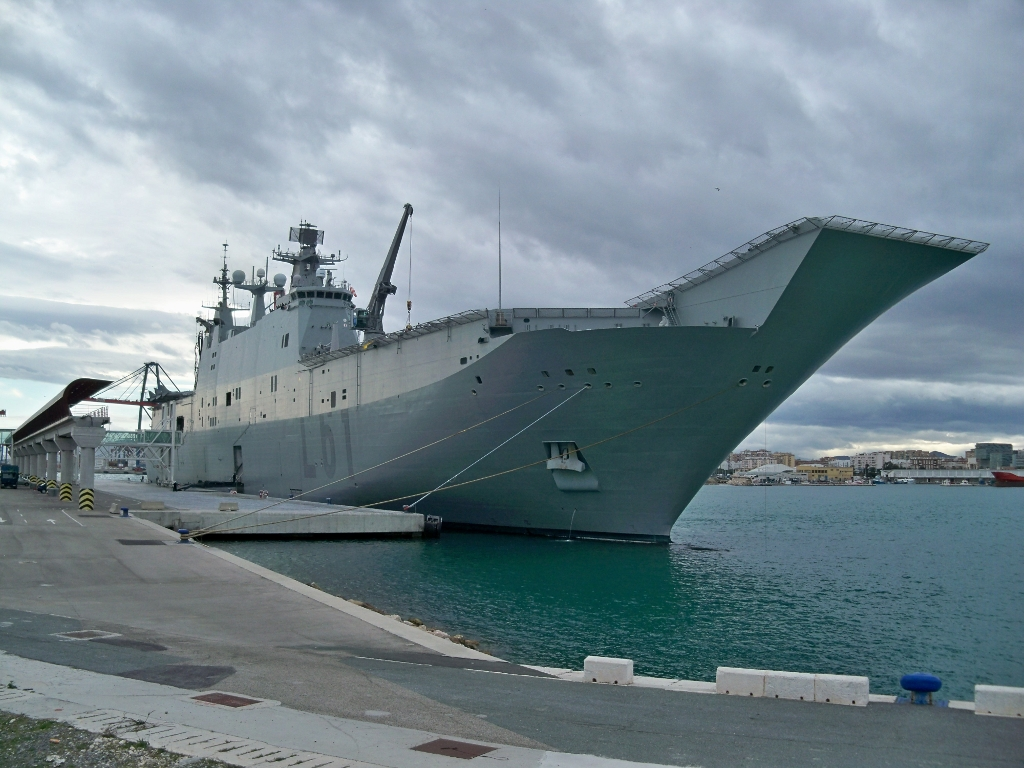
Juan Carlos I (L61), voorbeeld van een LHD

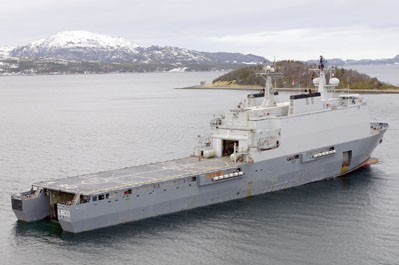
Hr.Ms. Rotterdam, voorbeeld van een LPD

Een amfibisch transportschip is een vaartuig dat is ingericht voor het vervoer van goederen en/of troepen voor het gebruik bij een amfibische landing. Meer in het bijzonder wordt (althans bij de Nederlandse marine) een vaartuig bedoeld dat specifiek is ingericht voor het landen van troepen met behulp van speciale landingsvaartuigen en transporthelikopters. In het laatste geval spreekt men ook wel van landingsschip.

## Geschiedenis
Het aan land zetten van grote aantallen soldaten, voor veroverings- en sabotageacties kwam al in de klassieke oudheid voor. Uit de Nederlandse geschiedenis is de Tocht naar Chatham bekend, waarbij een eenheid van het pas opgerichte Korps Mariniers aan land ging, het fort van Sheerness veroverde en de beroemde ketting over de Medway zou hebben neergelaten als het niet gelukt zou zijn haar met een schip te breken.
Dergelijke troepen werden eeuwenlang vervoerd met behulp van de (oorlogs-)schepen die toevallig beschikbaar waren. Nog tijdens de Eerste Wereldoorlog werden troepen voor een amfibische landing vervoerd met gehuurde of gevorderde koopvaardijschepen. Een procedure die overigens nog steeds wordt toegepast indien de beschikbare (militaire) capaciteit tekortschiet: nog tijdens de Falklandoorlog huurde de Royal Navy passagiersschepen voor troepentransport.

## Soorten schepen
Vanaf de Tweede Wereldoorlog werden speciale transportschepen ontworpen.
In grote lijnen zijn de volgende typen te onderscheiden:

### Vrachtschepen
Diverse zeemachten gebruiken nog steeds vrachtschepen. Gewoonlijk zullen deze niet meedoen aan een amfibische landing, maar pas worden ingezet als de landing geslaagd is, een bruggenhoofd is gevormd en er extra goederen en troepen nodig zijn. Indien ze zijn uitgerust met boegdeuren, waardoor ze het strand kunnen opvaren en daar hun lading lossen, is inzet in een eerdere fase bij een amfibische landing wel mogelijk.
Ter vervanging van een serie oudere vrachtschepen heeft de Royal Navy recent 4 vrachtschepen in dienst genomen die niet alleen veel groter zijn dan hun voorgangers, maar ook voorzien zijn van een dok voor één LCU en over een vrachtdek beschikken dat geschikt is voor helikopterlandingen. Deze schepen beantwoorden aan een groeiende behoefte in West-Europa om de expeditionaire capaciteit fors uit te breiden. Deze schepen lijken meer op een LSD- of LPD-type schip, maar hebben een beperkte capaciteit om troepen mee te nemen. Bij de Royal Navy worden de schepen dan ook geclassificeerd als Landing Ship Dock (Auxiliary) (LSD(A) (Bayklasse). Ze zijn uitgerust met dynamic positioning.

### Doklandingsschepen
Transportschepen met een inwendig dok, waarin 2 tot 4 grote landingsvaartuigen worden vervoerd. Het dok wordt onder water gezet, waarna de landingsvaartuigen aan de achterzijde het schip verlaten.Een dergelijk landingsvaartuig kan 1 main battle tank, 68 tot 72 ton, aan land zetten. Soms worden nog diverse kleinere landingsvaartuigen aan davits meegevoerd. Bij de US Navy worden deze schepen Landing Ship Dock (LSD) of Amphibious Transport Dock (LPD) genoemd. Bij de Royal Navy wordt gesproken van assault ships. Ze zijn ca. 12.000 - 20.000 ton groot en kunnen in de regel een compleet bataljon mariniers met uitrusting vervoeren. Tegenwoordig zijn dergelijke schepen ook met helikopterdek en vaak met hangar uitgerust, zodat goederen en troepen ook snel, met behulp van transporthelikopters, aan land kunnen worden gezet.

### Helikoptercarriers
Vanaf de jaren zestig zijn ook helikoptercarriers gebruikt voor amfibische landingen. Hiermee kan snel een bataljon mariniers door de lucht worden vervoerd en verder landinwaarts worden afgezet. In combinatie met een LPD, dat het zware materieel vervoert, kan zo een stevig landingsoffensief worden ingezet. 
 De Royal Navy richtte begin jaren zestig 2 vliegdekschepen uit de Centaur-klasse (de Albion en Bulwark) voor die taak in en noemde ze commandocarriers. 10 jaar later zijn ze weer uit dienst genomen. Later in de jaren zestig bouwde de US Navy 6 schepen van de Iwo Jima-klasse specifiek voor die taak en noemde ze Amphibious Assault Ship (Helicopter) (LPH). Met de Ocean beschikt de Royal Navy sinds enkele jaren weer over een dergelijk schip. Deze schepen zijn 16.000 tot 24.000 ton groot en voeren ca. 20 helikopters mee.

### Gecombineerde typen
In plaats van aparte dok- en helikopterlandingsschepen bouwde de US Navy vanaf de jaren zeventig 2 series LHA's (Tarawaklasse) en LHD's (Waspklasse), waarin beide typen verenigd zijn. Met ruim 40.000 ton zijn zij veel groter dan enig ander amfibisch transportschip.

### Amerikaanse amfibische oorlogsschepen
De Amerikaanse marine heeft meer schepen voor amfibische oorlogvoering dan enig ander land ter wereld. Ook is de verscheidenheid aan verschillende typen groot. De thans gangbare typen zijn:
| Afkorting | Omschrijving                         | Opmerking                                                       |
| --------- | ------------------------------------ | --------------------------------------------------------------- |
| LHA/LHD   | Amphibious Assault Ship              | Combinatie van helikopercarrier en doklandingsschip.            |
| LPH       | Amphibious Assault Ship (Helicopter) | Helikoptercarrier.                                              |
| LPD       | Amphibious Transport Dock            | Doklandingsschip met minder dok en meer vracht dan een LSD.     |
| LSD       | Dock Landing Ship                    | Doklandingsschip.                                               |
| LCC       | Amphibious Command Ship              | Commandoschip voor amfibische landingen.                        |
| LKA       | Amphibious Cargo Ships               | Vrachtschip.                                                    |
| LST       | Tank Landing Ships                   | Landingsschip voor tanks (niet meer in gebruik bij de US Navy). |
| LCAC      | Landing Craft, Air Cushioned         | Luchtkussen-landingsvaartuig.                                   |
| LCM       | Landing Craft, Mechanized            | Landingsvaartuig.                                               |
| LCU       | Landing Craft, Utility               | Landingsvaartuig.                                               |

## Nederland
Kort na de Tweede Wereldoorlog nam Nederland diverse amfibische transportschepen over van de US Navy en de Royal Navy en gebruikte die bij de politionele acties in Indonesië. Na de overdracht van Nieuw-Guinea was er geen emplooi meer voor deze schepen en werden de meeste afgeschaft. De Pelikaan en Woendi zijn nog tot in de jaren zestig in gebruik geweest. Vanaf 1998 beschikt de marine over een amfibisch transportschip: de Rotterdam van het LPD-type van ca. 12.500 ton groot. Een tweede schip (Johan de Witt), ca. 15.500 ton, is in 2007 in dienst gesteld. Thans beschikt men over een Joint Logistiek Ondersteuningsschip (JLOS) ter vervanging van het oudste bevoorradingsschip Zuiderkruis. Dit JLOS heeft tevens de beschikking over een voertuigendek, een helikopterdek met 2 landingsspots, een ruime hangar, een ro/ro capaciteit om op zee landingsvaartuigen te laden en ruimte voor mariniers en zal dienen als aanvulling op beide amfibische transportschepen.

## België
De Belgische zeemacht heeft serieus nagedacht over de aanschaf van een transportschip, mede te financieren door Luxemburg. Hoewel men aanvankelijk neigde naar een vrachtschip, eventueel tweedehands te verwerven, schoven de plannen later op in de richting van een doklandingsschip, naar het ontwerp van de Nederlandse Rotterdam. Omdat de stafeisen niet meer binnen het budget pasten én omdat België inmiddels is overgegaan tot de aanschaf van twee Nederlandse fregatten is dit plan verlaten.